# Дні прапора у Фінляндії

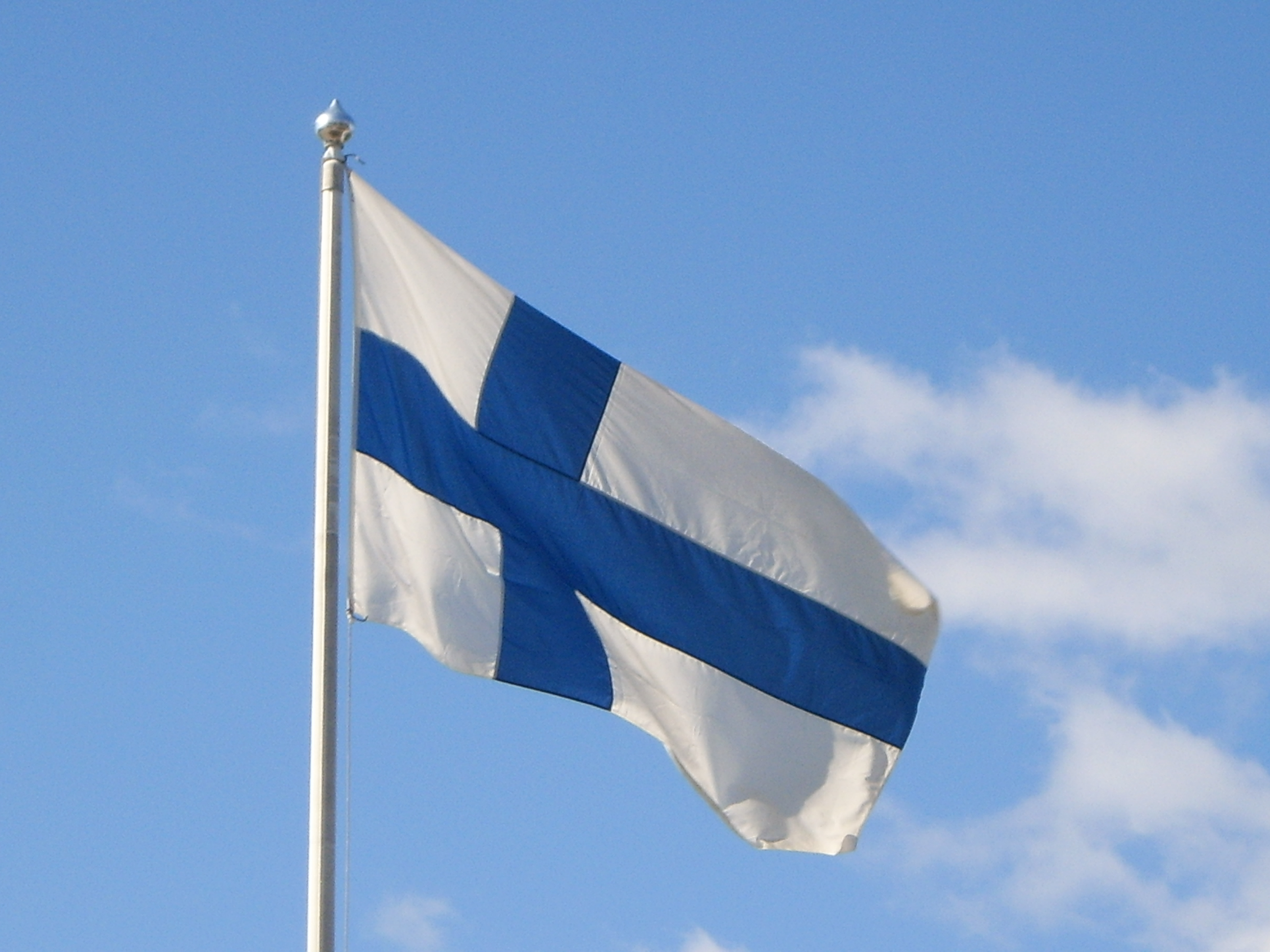
Фінський прапор

За законом, фінський прапор має бути на громадських будівлях в наступні дні:
- 28 лютого — День Калевали; також відзначається як День фінської культури
- 1 травня — Вальпургієва ніч , День фінської праці
- Друга неділя травня — День матері
- 4 червня — день народження Карла Густава Еміля Маннергейма, маршала Фінляндії; також відзначається як День прапора Збройних сил Фінляндії
- Субота між 20 червня та 26 червня — день літнього сонцестояння; також відзначається як День фінського прапора. Прапор піднімається напередодні річниці о 6 вечора і знаходиться до 9 години вечора наступного дня.
- 6 грудня — День Незалежності
- Дні, коли Фінляндія проводить парламентські та місцеві вибори, вибори в Європейський парламент, або референдум
- В день інагурації президента.

Дні в які прапор встановлюють зазвичай
Вже стало традицією встановлювати прапор в наступні дні. Університет Гельсінкі, зробив список дат, при настанні яких бажано встановлювати фінський прапор.
- 5 лютого — день народження народного поета Йохана Людвіга Рунеберга
- 19 березня — день народження Мінни Кант , День рівності, починаючи з 2007 року
- 9 квітня — день Мікаеля Аґріколи(помер), засновника писемної фінської мови  і Еліас Леннрот (народився), збирача фольклору ; також відзначається як День фінської мови
- 27 квітня — День ветеранів Національної війни
- 12 травня — день народження державного діяча Йохана Вільгельма Шелмана
- Третя неділя травня — День пам'яті загиблих у фінській громадянській війні і Другії світової війні
- 6 липня — день народження поета Ейно Лейно; також святкування поезії і літа
- 10 жовтня — день народження народного письменника Алексіса Ківі; також відзначається як День фінської літератури
- 24 жовтня — День Організації Об'єднаних Націй
- 6 листопада — День шведської ідентичності
- Друге неділю листопада — в День батька